# نیروی هوایی ایالات متحده آمریکا
نیروی هوایی ایالات متحده آمریکا (به انگلیسی: United States Air Force) یکی از شاخه‌های اصلی نیروهای مسلح ایالات متحده آمریکا است که در ابتدا در سال ۱۹۰۷ میلادی به‌عنوان بخشی از نیروی زمینی ایالات متحده آمریکا شکل گرفت، سپس با تصویب قانون امنیت ملی ۱۹۴۷ توسط شورای امنیت ملی ایالات متحده آمریکا به‌عنوان شاخه مستقلی از نیروهای مسلح در ۱۸ سپتامبر ۱۹۴۷ میلادی تأسیس شد. در سال ۱۹۴۹ نیز نیروی هوایی در کنار نیروهای دیگر، زیر فرماندهی وزارت دفاع ایالات متحده آمریکا قرار گرفت. نیروی هوایی آمریکا با داشتن بیش از ۵٬۰۴۷ فروند هواپیما و بالگرد در حال خدمت، بزرگ‌ترین نیروی هوایی در جهان می‌باشد.

## تاریخچه
ریشه‌های تأسیس نیروی هوایی ایالات متحده را می‌توان در شکل‌گیری سپاه بالون در ارتش اتحادیه در خلال جنگ داخلی آمریکا ردیابی کرد. سپاه بالون اتحادیه که توسط تادئوس لو تأسیس شد، شناسایی هوایی را برای ارتش اتحادیه فراهم می‌کرد. این استفاده اولیه از بالون‌ها برای اهداف نظامی، آغاز جنگ هوایی مدرن را رقم زد و زمینه را برای توسعه نیروی هوایی ایالات متحده فراهم کرد.
وزارت جنگ ایالات متحده اولین سابقه نیروی هوایی ایالات متحده را به عنوان بخشی از ارتش ایالات متحده، در ۱ اوت ۱۹۰۷ ایجاد کرد که از طریق تغییرات متوالی در سازمان، عناوین و مأموریت‌ها، ۴۰ سال بعد به سمت استقلال نهایی پیش رفت. در جنگ جهانی دوم، تقریباً ۶۸۰۰۰ نفر از نیروهای هوایی ایالات متحده در کمک به پیروزی در جنگ جان باختند و تنها یگان پیاده‌نظام نیروهای آمریکایی تلفات بیشتری از نیروی هوایی متحمل شد. در عمل، نیروهای هوایی ارتش ایالات متحده در طول جنگ جهانی دوم عملاً مستقل از ارتش بودند و تقریباً از هر نظر به‌عنوان یک شاخه خدماتی مستقل عمل می‌کردند، اما نیروهای هوایی همچنان برای استقلال رسمی تلاش می‌کردند. قانون امنیت ملی ۱۹۴۷ در ۲۶ ژوئیه ۱۹۴۷ امضا شد که وزارت نیروی هوایی را تأسیس کرد، اما تا ۱۸ سپتامبر ۱۹۴۷، زمانی که اولین وزیر نیروی هوایی؛ استوارت سیمینگتون، سوگند یاد کرد، نیروی هوایی رسماً به عنوان یک شاخه خدماتی مستقل تشکیل نشد.
این قانون، تشکیلات نظامی ملی (که در سال ۱۹۴۹ به وزارت دفاع تغییر نام داد) را ایجاد کرد که از سه دپارتمان نظامی تابعه، یعنی وزارت ارتش، وزارت نیروی دریایی و دپارتمان تازه تأسیس وزارت نیروی هوایی تشکیل شده بود. پیش از سال ۱۹۴۷ مسئولیت هوانوردی نظامی بین نیروهای هوایی ارتش و سازمان‌های پیشین آن (برای عملیات زمینی)، نیروی دریایی (برای عملیات دریایی از طریق ناوهای هواپیمابر و هواپیماهای آبی-خاکی) و سپاه تفنگداران دریایی (برای پشتیبانی نزدیک هوایی از عملیات سپاه تفنگداران دریایی) به اشتراک گذاشته می‌شد. دهه ۱۹۴۰ از جهات دیگری نیز برای هوانوردی نظامی مهم بود. در سال ۱۹۴۷ کاپیتان نیروی هوایی چاک ییگر با هواپیمای راکتی اکس-۱ خود دیوار صوتی را شکست و دوران جدیدی از هوانوردی را در آمریکا آغاز کرد.

### پیشینه‌ها
سازمان‌های پیشین در نیروی هوایی امروزی عبارتند از:
- لشکر هوایی، سپاه سیگنال (۱ اوت ۱۹۰۷–۱۸ ژوئیه ۱۹۱۴)
- بخش هوانوردی، سپاه سیگنال (۱۸ ژوئیه ۱۹۱۴–۲۰ مه ۱۹۱۸)
- بخش هوانوردی نظامی (۲۰ مه ۱۹۱۸ تا ۲۴ مه ۱۹۱۸)
- سرویس هوایی نیروی زمینی ایالات متحده آمریکا (۲۴ مه ۱۹۱۸ تا ۲ ژوئیه ۱۹۲۶)
- سپاه هوایی نیروی زمینی ایالات متحده (۲ ژوئیه ۱۹۲۶ تا ۲۰ ژوئن ۱۹۴۱)
- نیروی هوایی نیروی زمینی ایالات متحده آمریکا (۲۰ ژوئن ۱۹۴۱ تا ۱۸ سپتامبر ۱۹۴۷)

### قرن بیست و یکم
در اوایل دهه ۲۰۰۰، دو پروژه تدارکاتی هواپیماهای نیروی هوایی ایالات متحده، برنامه‌های کی‌سی-اکس و اف-۳۵، بیش از حد انتظار طول کشید. در نتیجه، نیروی هوایی ایالات متحده رکوردهای جدیدی را برای میانگین سن هواپیماها ثبت کرد.
از سال ۲۰۰۵ نیروی هوایی ایالات متحده تمرکز زیادی بر بهبود آموزش‌های نظامی پایه (بی‌ام‌تی) برای پرسنل وظیفه داشته است. در حالی که آموزش‌های فشرده طولانی‌تر شده‌اند، این آموزش‌ها شامل یک مرحله استقرار نیز شده‌اند. این مرحله استقرار که اکنون BEAST نامیده می‌شود، کارآموزان را در یک محیط جنگی شبیه‌سازی شده قرار می‌دهد که ممکن است پس از استقرار آنها را تجربه کنند. در حالی که کارآموزان به همراه BEAST با موانع عظیم مقابله می‌کنند، بخش‌های دیگر شامل دفاع و محافظت از پایگاه عملیاتی خود، تشکیل ساختار رهبری، هدایت جستجو و بازیابی و مراقبت از دوستان خودیاری اولیه است. در طول این رویداد، مربیان آموزش نظامی به‌عنوان مربی و نیروهای مخالف در یک تمرین استقرار عمل می‌کنند. در نوامبر ۲۰۲۲ نیروی هوایی ایالات متحده اعلام کرد که BEAST را متوقف کرده و آن را با یک برنامه آموزشی استقرار دیگر به نام PACER FORGE جایگزین خواهد کرد.
در سال ۲۰۰۷ نیروی هوایی ایالات متحده طرح کاهش نیرو را اجرا کرد. به دلیل محدودیت‌های بودجه، نیروی هوایی ایالات متحده قصد داشت تعداد پرسنل فعال خود را از ۳۶۰ هزار نفر به ۳۱۶ هزار نفر کاهش دهد. تعداد پرسنل فعال در سال ۲۰۰۷ تقریباً ۶۴٪ از تعداد پرسنل نیروی هوایی ایالات متحده در پایان جنگ اول خلیج فارس در سال ۱۹۹۱ بود. با این حال، این کاهش در سال ۲۰۰۸ با حدود ۳۳۰ هزار پرسنل به پایان رسید تا بتواند تقاضای فرماندهان جنگی و الزامات ماموریت‌های مرتبط را برآورده کند. همین محدودیت‌ها از سال ۲۰۰۵ شاهد کاهش شدید ساعات پرواز برای آموزش خدمه بوده است و معاون نیروی انسانی و پرسنل رئیس ستاد نیروی هوایی، ارزیابی زمان خلبانان را هدایت می‌کند.
در ۵ ژوئن ۲۰۰۸ رابرت گیتس، وزیر دفاع، استعفای مایکل وین؛ وزیر نیروی هوایی و ژنرال تی. مایکل موزلی، رئیس ستاد نیروی هوایی را پذیرفت. گیتس در تصمیم خود برای اخراج هر دو نفر، «مسائل سیستماتیک مرتبط با کاهش تمرکز و عملکرد مأموریت هسته‌ای نیروی هوایی» را ذکر کرد. نکته‌ای که گیتس به آن اشاره نکرد این بود که او بارها با وین و موزلی بر سر سایر مسائل مهم غیر هسته‌ای مربوط به این نیرو درگیر شده بود. این اتفاق پس از تحقیق در مورد دو حادثه مربوط به سوء استفاده از سلاح‌های هسته‌ای رخ داد: به‌طور خاص یک حادثه سلاح‌های هسته‌ای در یک پرواز بی-۵۲ بین پایگاه هوایی مینوت و پایگاه هوایی بارکسدیل و یک حمل تصادفی قطعات سلاح‌های هسته‌ای به تایوان. برای تأکید بیشتر بر دارایی‌های هسته‌ای، نیروی هوایی ایالات متحده در ۲۴ اکتبر ۲۰۰۸ فرماندهی تهاجم جهانی نیروی هوایی با تمرکز بر سلاح‌های هسته‌ای را تأسیس کرد که بعداً کنترل کلیه هواپیماهای بمب‌افکن نیروی هوایی ایالات متحده را برعهده گرفت.
در ۲۶ ژوئن ۲۰۰۹ نیروی هوایی ایالات متحده طرحی از ساختار نیرو منتشر کرد که در آن هواپیماهای جنگنده کاهش یافته و منابع به پشتیبانی بهتر از جنگ هسته‌ای، نامنظم و اطلاعاتی اختصاص داده شده بود. در ۲۳ ژوئیه ۲۰۰۹ نیروی هوایی ایالات متحده طرح پرواز سامانه هوایی بدون سرنشین خود را منتشر کرد، که جزئیات برنامه‌های یوای‌اس نیروی هوایی تا سال ۲۰۴۷ را شرح می‌داد. در این طرح، یک سوم هواپیماهایی که نیروی هوایی ایالات متحده قصد خرید آنها را در آینده داشت، قرار بود بدون سرنشین باشند. به گفته گرگ زاخاریاس، دانشمند ارشد نیروی هوایی، نیروی هوایی ایالات متحده پیش‌بینی می‌کند که تا دهه ۲۰۲۰ سلاح‌های مافوق صوت، تا دهه ۲۰۳۰ وسایل نقلیه هوایی بدون سرنشین مافوق صوت (که به عنوان وسایل نقلیه با خلبان از راه دور نیز شناخته می‌شوند) و تا دهه ۲۰۴۰ هواپیماهای مافوق صوت قابل بازیابی داشته باشد. نیروی هوایی ایالات متحده قصد دارد تا اواسط دهه ۲۰۳۰ یک جنگنده جت نسل ششم را به کار گیرد.
در ۲۲ اکتبر ۲۰۲۳ نیروی هوایی ایالات متحده اولین رزمایش سه جانبه خود را با نیروی هوایی جمهوری کره و نیروی هوایی دفاع‌ازخود ژاپن در نزدیکی شبه جزیره کره انجام داد. در ۲۹ نوامبر ۲۰۲۳ یک فروند هواپیمای وی-۲۲ نیروی هوایی ایالات متحده در جزیره یاکوشیما ژاپن سقوط کرد و ۱ خلبان کشته شد.
ژنرال دیوید آلوین، فرمانده نیروی هوایی ایالات متحده، پیش از این در سال ۲۰۲۴ اظهار داشت که ایالات متحده نمی‌تواند برای مدت طولانی به برتری هوایی خود تکیه کند.

### درگیری‌ها
نیروی هوایی ایالات متحده با استفاده از عملیات هوایی نظامی در بسیاری از جنگ‌ها، درگیری‌ها و عملیات‌ها درگیر بوده است. نیروی هوایی ایالات متحده دارای میراث سازمان‌های پیشین خود است که از سال ۱۹۰۷ نقش محوری در عملیات نظامی ایالات متحده ایفا کرده‌اند:
- عملیات پانچو ویا به عنوان بخش هوانوردی، سپاه سیگنال ایالات متحده
- جنگ جهانی اول به‌عنوان بخش هوانوردی، سپاه سیگنال ایالات متحده و بنگاه هوایی ارتش ایالات متحده آمریکا
- جنگ جهانی دوم به عنوان نیروی هوایی ارتش ایالات متحده
- جنگ سرد
- جنگ کره
- جنگ ویتنام
- عملیات پنجه عقاب (نجات گروگان‌های آمریکایی در ایران در سال ۱۹۸۰)
- حمله ایالات متحده آمریکا به گرنادا (حمله ایالات متحده به گرنادا در سال ۱۹۸۳)
- عملیات دره الدورادو (بمباران لیبی توسط آمریکا در سال ۱۹۸۶)
- عملیات آرمان مشروع (حمله ایالات متحده به پاناما ۱۹۸۹–۱۹۹۰)
- جنگ خلیج فارس (۱۹۹۰–۱۹۹۱)
- عملیات سپر صحرا (۱۹۹۰–۱۹۹۱)
- عملیات طوفان صحرا (۱۹۹۱)
- عملیات دیده‌بانی جنوبی (منطقه پرواز ممنوع عراق ۱۹۹۲–۲۰۰۳)
- عملیات نیروی عمدی (بمباران ناتو در بوسنی و هرزگوین در سال ۱۹۹۵)
- عملیات دیده‌بانی شمالی (منطقه پرواز ممنوع عراق ۱۹۹۷–۲۰۰۳)
- عملیات روباه صحرا (بمباران عراق در سال ۱۹۹۸)
- بمباران یوگسلاوی توسط ناتو (بمباران یوگسلاوی توسط ناتو در سال ۱۹۹۹)
- جنگ افغانستان (۲۰۰۱–۲۰۲۱)
- عملیات آزادی پایدار (۲۰۰۱–۲۰۱۴)
- نگهبان عملیات آزادی (۲۰۱۵–۲۰۲۱)
- جنگ عراق (۲۰۰۳–۲۰۱۱)
- عملیات آزادی عراق (۲۰۰۳–۲۰۱۰)
- عملیات سپیده دم جدید (۲۰۱۰–۲۰۱۱)
- عملیات طلوع اودیسه (منطقه پرواز ممنوع لیبی در سال ۲۰۱۱)
- عملیات عزم راسخ (۲۰۱۴-اکنون: مداخله علیه دولت اسلامی عراق و شام)

علاوه بر این، از آنجایی که نیروی هوایی ایالات متحده سایر اجزای هوایی ایالات متحده و متحدانش را تحت الشعاع قرار می‌دهد، اغلب از نیروهای متحد در درگیری‌هایی که ایالات متحده در آنها درگیر نیست، مانند لشکرکشی فرانسه در مالی در سال ۲۰۱۳، پشتیبانی می‌کند.

## مأموریت
به‌طور کلی، نیروی هوایی ایالات متحده شامل نیروهای هوایی، چه رزمی و چه خدماتی است. این نیرو در درجه اول برای عملیات هوایی تهاجمی و دفاعی سریع و پایدار سازماندهی، آموزش و تجهیز خواهد شد. نیروی هوایی مسئول آماده‌سازی نیروهای هوایی لازم برای ادامه مؤثر جنگ، مگر در مواردی که به گونه دیگری به آنها محول شده باشد و مطابق با طرح‌های بسیج مشترک یکپارچه، برای گسترش اجزای نیروی هوایی در زمان صلح به منظور برآوردن نیازهای جنگ خواهد بود.
بخش ۹۰۶۲ از عنوان ۱۰ قانون ایالات متحده، هدف نیروی هوایی ایالات متحده را اینگونه تعریف می‌کند:
برای حفظ صلح و امنیت و تأمین دفاع از ایالات متحده، سرزمین‌ها، کشورهای مشترک‌المنافع و متصرفات و هر منطقه‌ای که توسط ایالات متحده اشغال شده است؛
برای حمایت از سیاست ملی؛
برای اجرای اهداف ملی؛
برای غلبه بر هر کشوری که مسئول اقدامات تهاجمی است و صلح و امنیت ایالات متحده را به خطر می‌اندازد.
پنج مأموریت اصلی نیروی هوایی از زمان استقلال نیروی هوایی از ارتش، در سال ۱۹۴۷ تغییر چشمگیری نداشته‌اند، اما اکنون تکامل یافته‌اند و به‌عنوان برتری هوایی، اطلاعات، نظارت و شناسایی یکپارچه جهانی، تحرک سریع جهانی، تهاجم جهانی و فرماندهی و کنترل بیان می‌شوند. هدف همه این مأموریت‌های اصلی، ارائه چیزی است که نیروی هوایی آن را هوشیاری جهانی، دسترسی جهانی و قدرت جهانی می‌نامد.

### برتری هوایی
برتری هوایی «میزان تسلط یک نیرو بر نیروی دیگر در نبرد هوایی است که انجام عملیات توسط نیروی اول و نیروهای عملیات ویژه زمینی، دریایی، هوایی و مرتبط با آن را در زمان و مکان معین بدون دخالت بازدارنده نیروی مقابل امکان‌پذیر می‌سازد.
عملیات ضد هوایی تهاجمی به عنوان «عملیات تهاجمی برای نابودی، مختل کردن یا خنثی کردن هواپیماها، موشک‌ها، سکوهای پرتاب و سازه‌ها و سیستم‌های پشتیبانی دشمن قبل و بعد از پرتاب، اما تا حد امکان نزدیک به منبع آنها» تعریف می‌شود. عملیات ضدهوایی تهاجمی روش ترجیحی برای مقابله با تهدیدات هوایی و موشکی است زیرا تلاش می‌کند دشمن را در نزدیکی منبع آن شکست دهد و معمولاً ابتکار عمل را در دست دارد. این عملیات شامل عملیات حمله، پاکسازی، اسکورت و سرکوب/نابودی پدافند هوایی دشمن است.
پدافند هوایی به عنوان «تمام اقدامات دفاعی طراحی شده برای شناسایی، رهگیری و نابودی یا خنثی کردن نیروهای دشمن که سعی در نفوذ یا حمله از طریق حریم هوایی خودی دارند» تعریف می‌شود. در هماهنگی با عملیات‌های ضد هوایی، هدف اصلی عملیات‌های پدافندی، فراهم کردن منطقه‌ای است که نیروها بتوانند از آنجا عملیات انجام دهند و از تهدیدات هوایی و موشکی در امان باشند، که شامل پدافند فعال و غیرفعال می‌شود. پدافند فعال «به کارگیری اقدامات تهاجمی محدود و ضدحمله‌ها برای جلوگیری از ورود دشمن به یک منطقه یا موقعیت مورد مناقشه است». این شامل دفاع موشکی بالستیک و دفاع در برابر تهدیدات هوایی است و شامل دفاع نقطه‌ای، دفاع منطقه‌ای و دفاع از دارایی‌های هوایی با ارزش بالا می‌شود. پدافند غیرفعال «اقداماتی است که برای کاهش احتمال و به حداقل رساندن اثرات خسارت ناشی از اقدام خصمانه بدون قصد ابتکار عمل انجام می‌شود». این عملیات شامل تشخیص و هشدار؛ دفاع شیمیایی، بیولوژیکی، رادیولوژیکی و هسته‌ای؛ استتار، اختفا و فریب؛ مقاوم‌سازی؛ بازسازی؛ پراکندگی؛ افزونگی؛ و تحرک، اقدامات متقابل و پنهان‌کاری می‌باشد.
کنترل حریم هوایی «فرآیندی است که برای افزایش اثربخشی عملیاتی با ترویج استفاده ایمن، کارآمد و انعطاف‌پذیر از حریم هوایی استفاده می‌شود». این امر استفاده ایمن، کارآمد و انعطاف‌پذیر از حریم هوایی را ترویج می‌دهد، خطر خودزنی را کاهش می‌دهد، عملیات تهاجمی و دفاعی را تقویت می‌کند و چابکی بیشتری را در عملیات هوایی به‌طور کلی ممکن می‌سازد. این امر هم تضادها را از بین می‌برد و هم ادغام عملیات هوایی مشترک را تسهیل می‌کند.

### اطلاعات، نظارت و شناسایی یکپارچه جهانی
اطلاعات، نظارت و شناسایی یکپارچه جهانی (ISR) هماهنگ‌سازی و یکپارچه‌سازی برنامه‌ریزی و بهره‌برداری از حسگرها، دارایی‌ها و سیستم‌های پردازش، بهره‌برداری و انتشار در سراسر جهان برای انجام عملیات فعلی و آینده است.
برنامه‌ریزی و هدایت عبارت است از «تعیین نیازهای اطلاعاتی، توسعه معماری اطلاعاتی مناسب، تهیه طرح جمع‌آوری و صدور دستورات و درخواست‌ها به آژانس‌های جمع‌آوری اطلاعات»، پشتیبانی مشترک و ملی اطلاعات از عملیات نظامی که شامل فعالیت‌ها، هماهنگ‌سازی و ادغام فعالیت‌ها/منابع جمع‌آوری، پردازش، بهره‌برداری، تجزیه و تحلیل و انتشار را برای برآورده کردن نیازهای اطلاعاتی تصمیم‌گیرندگان ملی و نظامی امکان‌پذیر می‌سازد.
جمع‌آوری اطلاعات عبارت است از «کسب اطلاعات و ارائه این اطلاعات به عناصر پردازش». این امر امکان دستیابی به اطلاعات مورد نیاز برای برآوردن نیازهای اطلاعاتی (از طریق استفاده از منابع و روش‌ها در همه حوزه‌ها) را فراهم می‌کند. فعالیت‌های جمع‌آوری، طیف وسیعی از عملیات نظامی را در بر می‌گیرد.
پردازش و بهره‌برداری «تبدیل اطلاعات جمع‌آوری‌شده به اشکال مناسب برای تولید اطلاعات» است. این قابلیت، تبدیل، استخراج و در دسترس قرار دادن اطلاعات جمع‌آوری‌شده مناسب برای تجزیه و تحلیل یا اقدام بیشتر را فراهم می‌کند.
تحلیل و تولید عبارت است از «تبدیل اطلاعات پردازش‌شده به اطلاعات هوشمند از طریق ادغام، ارزیابی، تحلیل و تفسیر تمام داده‌های منبع و تهیه محصولات اطلاعاتی در پشتیبانی از نیازهای شناخته‌شده یا پیش‌بینی‌شده کاربر». این امر امکان ادغام، ارزیابی و تفسیر اطلاعات از منابع موجود را برای ایجاد یک محصول اطلاعاتی نهایی برای ارائه یا انتشار فراهم می‌کند تا آگاهی موقعیتی بیشتری را فراهم آورد.
انتشار و یکپارچه‌سازی «ارائه اطلاعات به کاربران در قالبی مناسب و به‌کارگیری این اطلاعات در ماموریت‌ها، وظایف و کارکردهای مناسب» است. این امر امکان ارائه اطلاعات و محصولات اطلاعاتی را فراهم می‌کند و درک محیط عملیاتی را برای تصمیم‌گیرندگان نظامی و ملی امکان‌پذیر می‌سازد.

### تحرک سریع جهانی
تحرک سریع جهانی، استقرار، به‌کارگیری، پشتیبانی، تقویت و بازآرایی به موقع نیروها و قابلیت‌های نظامی در سراسر منطقه عملیاتی است. این امر به نیروهای نظامی مشترک این قابلیت را می‌دهد که از مکانی به مکان دیگر حرکت کنند و در عین حال توانایی انجام مأموریت اصلی خود را حفظ کنند. تحرک سریع جهانی تقریباً برای هر عملیات نظامی ضروری است و به نیروها اجازه می‌دهد تا به سرعت به مقاصد خارجی یا داخلی برسند و در نتیجه ابتکار عمل را از طریق سرعت و غافلگیری به دست گیرند.
ترابری هوایی «عملیاتی برای حمل و نقل و تحویل نیروها و تجهیزات از طریق هوا در پشتیبانی از اهداف استراتژیک، عملیاتی یا تاکتیکی است». گزینه‌های سریع و انعطاف‌پذیری که ترابری هوایی ارائه می‌دهد، به نیروهای نظامی و رهبران ملی این امکان را می‌دهد که در موقعیت‌ها و بازه‌های زمانی مختلف واکنش نشان دهند و عمل کنند. قابلیت دسترسی جهانی ترابری هوایی، امکان اعمال قدرت ایالات متحده در سراسر جهان را با تحویل نیروها به مکان‌های بحرانی فراهم می‌کند.
سوخت‌گیری هوایی «سوخت‌رسانی به یک هواپیمای در حال پرواز توسط هواپیمای دیگر» است. سوخت‌گیری هوایی، حضور را گسترش می‌دهد، برد را افزایش می‌دهد و به عنوان یک عامل افزایش‌دهنده نیرو عمل می‌کند. این امر به دارایی‌های هوایی اجازه می‌دهد تا با وابستگی کمتر به پایگاه‌های مقدم یا مجوزهای پرواز/فرود، سریع‌تر به هر نقطه مشکل‌دار در سراسر جهان برسند. سوخت‌گیری هوایی با افزایش برد، بار مفید، پایداری و انعطاف‌پذیری هواپیماهای گیرنده، گزینه‌های موجود برای فرمانده را به طور قابل توجهی گسترش می‌دهد.
تخلیه هوایی پزشکی «جابجایی بیماران تحت نظارت پزشکی به مراکز درمانی و بین آنها از طریق حمل و نقل هوایی» است. پشتیبانی خدمات درمانی، تخلیه هوایی پزشکی را به‌عنوان «جابجایی بال ثابت مصدومان تحت نظارت به مراکز درمانی و بین آنها، با استفاده از هواپیماهای متحرک، با خدمه هوایی که به طور خاص برای این مأموریت آموزش دیده‌اند» تعریف می‌کند. نیروهای تخلیه هوایی پزشکی می‌توانند تا جایی که هواپیماهای بال ثابت قادر به انجام عملیات هوایی هستند، در جلو عمل کنند.

### تهاجم سراسری
حمله دقیق سراسری، توانایی در معرض خطر قرار دادن یا حمله سریع و مداوم، با طیف گسترده‌ای از مهمات، به هر هدفی و ایجاد اثرات سریع، قاطع و دقیق در حوزه‌های مختلف است.
حمله استراتژیک به عنوان «اقدام تهاجمی که به طور خاص برای دستیابی به اهداف استراتژیک ملی انتخاب شده است، تعریف می‌شود. این حملات به دنبال تضعیف توانایی یا اراده دشمن برای درگیری هستند و ممکن است بدون نیاز به دستیابی به اهداف عملیاتی به عنوان پیش‌شرط، به اهداف استراتژیک دست یابند».
ممانعت هوایی به عنوان «عملیات هوایی انجام شده برای منحرف کردن، مختل کردن، به تأخیر انداختن یا از بین بردن پتانسیل نظامی دشمن قبل از اینکه بتواند به طور مؤثر علیه نیروهای خودی به کار گرفته شود، یا برای دستیابی به اهداف فرماندهی مشترک انجام می‌شود» تعریف می‌گردد. ممانعت هوایی در چنان فاصله‌ای از نیروهای خودی انجام می‌شود که ادغام دقیق هر مأموریت هوایی با آتش و حرکت نیروهای خودی لازم نیست.
پشتیبانی هوایی نزدیک به عنوان «اقدام هوایی توسط هواپیماهای بال ثابت و چرخان علیه اهداف دشمن که در نزدیکی نیروهای خودی قرار دارند و نیاز به ادغام دقیق هر ماموریت هوایی با آتش و حرکت آن نیروها دارند» تعریف می‌شود. این پشتیبانی می‌تواند به عنوان یک رویداد از پیش برنامه‌ریزی شده یا بنا به درخواست از حالت آماده‌باش (زمینی یا هوایی) باشد.
هدف از عملیات بازدارندگی هسته‌ای، عملیاتی کردن، نگهداری و ایمن‌سازی نیروهای هسته‌ای برای دستیابی به توانایی مطمئن برای جلوگیری از اقدام دشمن علیه منافع حیاتی ایالات متحده است. در صورت شکست بازدارندگی، ایالات متحده باید بتواند به طور مناسب با گزینه‌های هسته‌ای پاسخ دهد.

### فرماندهی و کنترل
فرماندهی و کنترل عبارت است از اعمال اقتدار و هدایت توسط یک فرمانده به درستی تعیین شده بر نیروهای تعیین شده و وابسته در انجام مأموریت. وظایف فرماندهی و کنترل از طریق ترتیبی از پرسنل، تجهیزات، ارتباطات، امکانات و رویه‌هایی که توسط یک فرمانده در برنامه‌ریزی، هدایت، هماهنگی و کنترل نیروها و عملیات در انجام مأموریت به کار گرفته می‌شود، انجام می‌شود. این وظیفه اصلی شامل تمام قابلیت‌ها و فعالیت‌های مرتبط با فرماندهی و کنترل مرتبط با عملیات‌های پشتیبانی رزمی هوایی، فضای مجازی، هسته‌ای و چابک برای دستیابی به اهداف استراتژیک، عملیاتی و تاکتیکی است.
در سطح فرماندهی و کنترل استراتژیک، ایالات متحده اهداف و راهنمایی‌های امنیتی ملی یا چندملیتی را تعیین می‌کند و منابع ملی را برای دستیابی به این اهداف توسعه داده و از آنها استفاده می‌کند. این اهداف ملی به نوبه خود جهت توسعه اهداف کلی نظامی را فراهم می‌کنند که برای توسعه اهداف و استراتژی برای هر صحنه نبرد استفاده می‌شوند.
در سطح فرماندهی و کنترل عملیاتی، کمپین‌ها و عملیات‌های اصلی برای دستیابی به اهداف استراتژیک در صحنه‌های نبرد یا مناطق عملیاتی برنامه‌ریزی، اجرا، پشتیبانی و ارزیابی می‌شوند. این فعالیت‌ها در مقایسه با تاکتیک‌ها، بُعد وسیع‌تری از زمان یا مکان را در بر می‌گیرند، آن‌ها ابزاری را فراهم می‌کنند که از طریق آن موفقیت‌های تاکتیکی برای دستیابی به اهداف استراتژیک و عملیاتی مورد بهره‌برداری قرار می‌گیرند.
فرماندهی و کنترل سطح تاکتیکی جایی است که نبردها و درگیری‌های انفرادی انجام می‌شود. سطح تاکتیکی جنگ به نحوه به کارگیری نیروها و جزئیات نحوه انجام درگیری‌ها و حمله به اهداف می‌پردازد. هدف سطح تاکتیکی، دستیابی به نیت و اثرات مطلوب فرمانده با کسب و حفظ ابتکار عمل تهاجمی است.

## ساختار

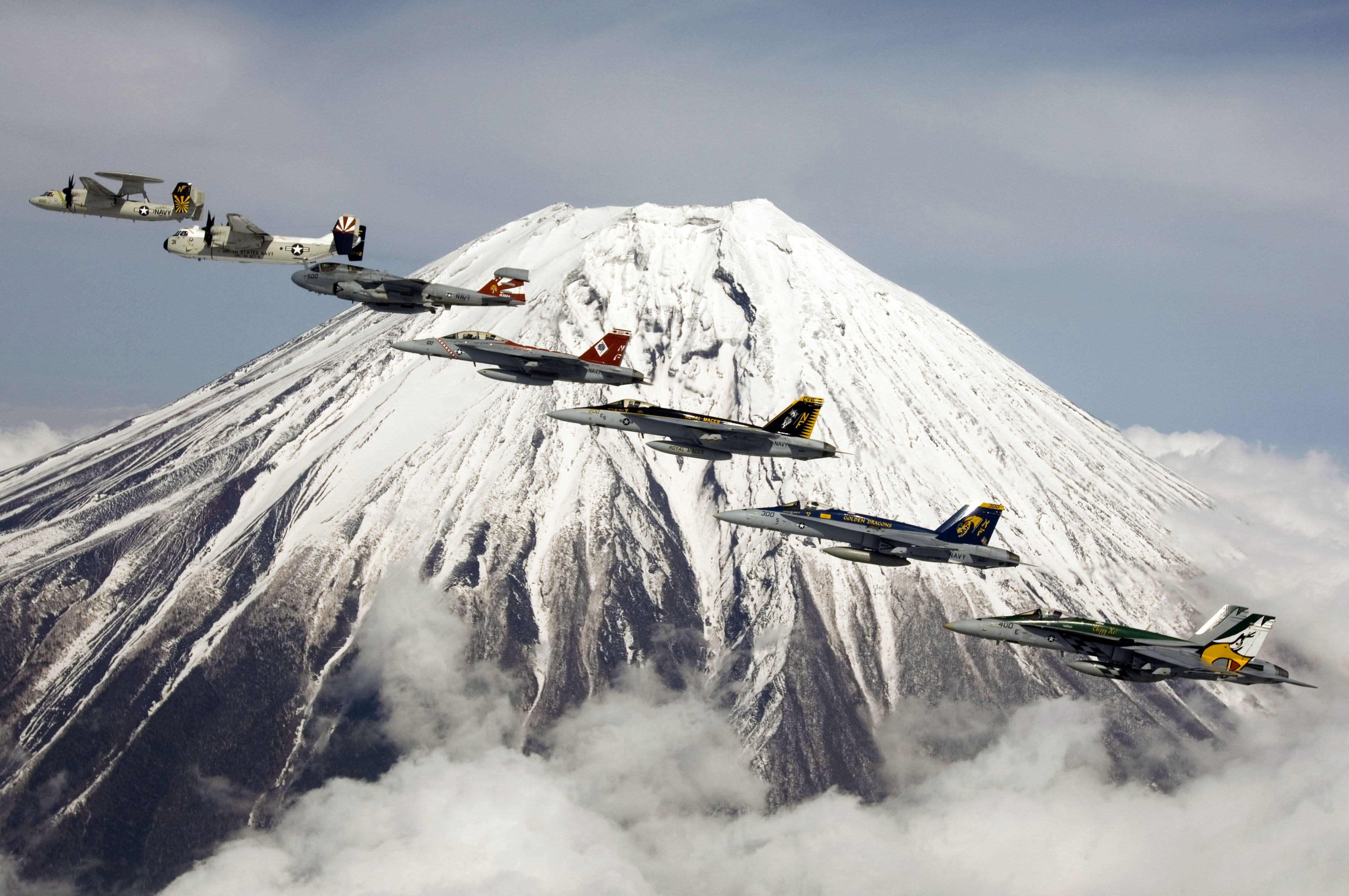
پرواز هواپیماهای نظامی نیروی هوایی ایالات متحده آمریکا در مقابل کوه فوجی

وزارت نیروی هوایی ایالات متحده آمریکا یکی از ۳ بخش نظامی وزارت دفاع ایالات متحده آمریکا است و توسط وزیر نیروی هوایی ایالات متحده آمریکا که یک فرد غیرنظامی است و زیر نظارت، هدایت و کنترل وزیر دفاع ایالات متحده آمریکا، اداره می‌شود. دبیر نیروی هوایی ایالات متحده آمریکا از سوی رئیس‌جمهور ایالات متحده آمریکا و با مشورت و تأیید مجلس سنای ایالات متحده آمریکا انتخاب می‌شود.

### زیرمجموعه‌ها
| فرماندهی‌های اصلی                                                | محل ستاد                                                                            |
| --------------------------------------------------------------- | ----------------------------------------------------------------------------------- |
| فرماندهی نبرد هوایی (ACC)                                       | پایگاه نیروی هوایی لنگلی، ویرجینیا، ایالات متحده آمریکا                             |
| فرماندهی آموزش و تمرین هوایی (AETC)                             | پایگاه هوایی رندالف، تگزاس، ایالات متحده آمریکا                                     |
| فرماندهی تهاجم جهانی نیروی هوایی (AFGSC)                        | پایگاه نیروی هوایی بارکسدال، لوئیزیانا، ایالات متحده آمریکا                         |
| فرماندهی تجهیزات نیروی هوایی (AFMC)                             | پایگاه نیروی هوایی رایت-پترسون، اوهایو، ایالات متحده آمریکا                         |
| فرماندهی ذخیره نیروی هوایی (AFRC)                               | پایگاه نیروی هوایی رابینز، جورجیا، ایالات متحده آمریکا                              |
| فرماندهی فضایی نیروی هوایی (AFSPC)                              | پایگاه نیروی هوایی پیترسون، کلرادو، ایالات متحده آمریکا                             |
| فرماندهی عملیات‌های ویژه نیروی هوایی (AFSOC)                     | پایگاه هرلبرت، فلوریدا، ایالات متحده آمریکا                                         |
| فرماندهی تحرک هوایی (AMC)                                       | پایگاه نیروی هوایی اسکات، ایلینوی، ایالات متحده آمریکا                              |
| نیروهای هوایی اقیانوس آرام (PACAF)                              | پایگاه نیروی هوایی هیکام، پایگاه شکاری پرل هاربر–هیکام، هاوایی، ایالات متحده آمریکا |
| نیروهای هوایی ایالات متحده آمریکا در اروپا و آفریقا (USAFE-AFA) | پایگاه هوایی رامشتاین، راینلاند فالتس، آلمان                                        |
| واحدهای گزارش‌دهی مستقیم                                         | محل ستاد                                                                            |
| منطقه هوایی واشینگتن (AFDW)                                     | پایگاه شکاری اندروز، مریلند، ایالات متحده آمریکا                                    |
| مرکز تست و ارزشیابی عملیاتی نیروی هوایی (AFOTEC)                | پایگاه هوایی کرتلند، نیومکزیکو، ایالات متحده آمریکا                                 |
| آکادمی نیروی هوایی ایالات متحده آمریکا (USAFA)                  | آکادمی نیروی هوایی، کلرادو، ایالات متحده آمریکا                                     |

### ساختار سازمانی

#### واحدهای گزارش‌دهی مستقیم
واحد گزارش‌دهی مستقیم، سازمانی در وزارت نیروی هوایی ایالات متحده است که خارج از محدوده سلسله مراتب سازمانی استاندارد قرار دارد و منحصراً تحت کنترل ستاد نیروی هوایی است، نه اینکه از طریق یک فرماندهی اصلی گزارش دهد. اصطلاح "واحد گزارش‌دهی مستقیم" از این واقعیت ناشی می‌شود که این واحد مستقیماً به رئیس ستاد نیروی هوایی یا به نماینده تعیین‌شده در ستاد نیروی هوایی گزارش می‌دهد.
یک واحد گزارش‌دهی مستقیم، مأموریتی تخصصی و محدود دارد، به این معنی که یک واحد تک‌منظوره است، اغلب به استثنای سایر وظایف و فقط به ستاد هوایی نیروی هوایی گزارش می‌دهد. این واحد از هرگونه ساختار سازمانی یا نظارتی جدا و مستقل است: فرماندهی اصلی، نیروی هوایی شماره‌گذاری شده، فرماندهی عملیاتی، لشکر، جناح، گروه، اسکادران یا آژانس عملیات میدانی. این واحد به دلیل وظایف خاص و متمرکز واحد، مسائل حقوقی که استقلال واحد را ایجاب می‌کند، یا عوامل دیگری مانند نگرانی‌های امنیت ملی، یک واحد گزارش‌دهی محسوب می‌شود.

### آژانس عملیاتی میدانی
آژانس عملیات میدانی زیرمجموعه‌ای از نیروی هوایی است که مستقیماً تابع یک مدیر عملیاتی ستاد فرماندهی نیروی هوایی ایالات متحده است. یک آژانس عملیاتی میدانی فعالیت‌های میدانی را فراتر از محدوده هر یک از فرماندهی‌های اصلی انجام می‌دهد. این فعالیت‌ها تخصصی یا مرتبط با یک مأموریت در سطح نیروی هوایی هستند و شامل عملکردهایی که در ستاد مدیریت انجام می‌شوند، نمی‌شوند، مگر اینکه به طور خاص توسط یک مقام وزارت دفاع دستور داده شوند.

### فرماندهی اصلی
فرماندهی‌های اصلی زیرمجموعه اصلی نیروی هوایی هستند، که بطور مستقیم تابع ستاد فرماندهی نیروی هوایی ایالات متحده یا ستاد هوایی می‌باشند. ستادهای فرماندهی‌های اصلی، ستادهای مدیریتی برای بخش عمده‌ای از نیروی هوایی هستند و بنابراین طیف کاملی از کارکنان عملیاتی را در خود جای داده‌اند. هر فرماندهی اصلی توسط یک ژنرال چهار ستاره فرماندهی می‌شوند.

### نیروی هوایی شماره‌دار
نیروی هوایی شماره‌دار یک رده تاکتیکی است که بطور مستقیم تحت فرماندهی عملیاتی فرماندهی‌های اصلی قرار دارد و رهبری و نظارت عملیاتی را برعهده دارد. نیروهای هوایی شماره‌دار برای انجام یک مأموریت عملیاتی یا جنگی، که اغلب به یک منطقه جغرافیایی خاص معطوف است، ساختار یافته‌اند. به یک نیروی هوایی شماره‌دار، واحدهای عملیاتی مانند بال‌ها، گروه‌ها و اسکادران‌ها مستقیماً اختصاص داده می‌شود. هر نیروی هوایی شماره‌دار توسط یک سرلشکر  یا سپهبد فرماندهی می‌شوند.

### بال
بال‌ها یا وینگ‌ها ماموریت متمایزی با دامنه‌ای خاص دارند که به گارد ملی هوایی یا ستاد نیروی هوایی ایالات متحده گزارش می‌دهند. وینگ‌ها از یک یا چند گروه تشکیل شده‌اند که شامل چندین اسکادران هستند و اغلب توسط یک سرهنگ فرماندهی می‌شوند، اما وینگ‌های بزرگ می‌توانند یک سرتیپ را در فرماندهی داشته باشند. دومین فرمانده وینگ، جانشین فرمانده وینگ است که فقط می‌تواند سرهنگ باشد. پرسنل ارشد ثبت‌شده یک وینگ را می‌توان به عنوان رئیس فرماندهی که دارای رتبه سرگروهبان ارشد است، شناخت. وینگ‌ها اکنون شامل فعالیت‌های عملیاتی و پشتیبانی (گروه‌های تعمیر و نگهداری، گروه‌های پشتیبانی ماموریت) می‌شوند و اغلب یکی از سه نوع اصلی هستند: وینگ عملیاتی، وینگ پایگاه هوایی و وینگ ماموریت تخصصی. از سال ۲۰۲۴ نیروی هوایی ایالات متحده به استثنای گارد ملی هوایی، ۱۱۹ وینگ دارد.

### گروه
از چندین اسکادران تشکیل شده و اغلب توسط یک سرهنگ فرماندهی می‌شود. جانشین فرمانده گروه، که او نیز سرهنگ یا سرهنگ دوم است، دومین فرمانده پس از فرمانده گروه است. در برخی موارد، این نقش ممکن است توسط یک غیرنظامی تعیین‌شده، معمولاً در سطح ۱۵ با عنوان جایگزین معاون مدیر گروه انجام شود. عضو ارشد ثبت‌شده یک گروه، به عنوان رهبر ارشد ثبت‌شده گروه (که قبلاً سرپرست گروه بود) شناخته می‌شود. این سمت فقط می‌تواند توسط یک سرگروهبان ارشد اشغال شود. گروه‌ها در نیروی هوایی برای چند دهه کمتر مورد توجه بودند، اما در دهه ۱۹۹۰ در طول گذار به سازمان "شاخه هدف" دوباره به شهرت رسیدند. این سازماندهی مجدد، ساختار فرماندهی پایگاه را از طرح "فرمانده شاخه/فرمانده پایگاه" به یک فرمانده شاخه واحد با چندین گروه تحت فرماندهی او تغییر داد. دو نوع کلی از گروه‌ها وجود دارد: وابسته (عملیات، لجستیک، پشتیبانی، پزشکی یا واحد عملیاتی بزرگ)؛ و مستقل (گروهی با وظایف و مسئولیت‌های بال مانند که دامنه و اندازه آنها به سطح بال مربوط نمی‌شود). تا تاریخ ۳۰ سپتامبر ۲۰۰۶ نیروی هوایی ایالات متحده ۱۷ گروه مستقل داشت که ۹ مورد از آنها مؤسسات پروازی بودند.

### اسکادران
اسکادران به عنوان واحد اساسی در نیروی هوایی ایالات متحده در نظر گرفته می‌شود و برای ارائه یک قابلیت عملیاتی یا پشتیبانی خاص مورد استفاده قرار می‌گیرد. اسکادران‌ها اغلب از دو تا شش پرواز تشکیل شده‌اند و بسته به نوع، از ۳۵ تا ۷۰۰ نفر را در خود جای می‌دهند. یک اسکادران عملیاتی یا "پروازی" معمولاً شامل خدمه هوایی است که در سه یا چهار پرواز سازماندهی شده‌اند و بسته به نوع/مدل/سری هواپیماهای مورد استفاده، برای جابجایی ۸ تا ۲۴ هواپیما کافی است. هواپیماها متعلق به گروه تعمیر و نگهداری بال اصلی اسکادران هستند، در حالی که اسکادران‌های عملیاتی و خدمه هوایی آنها متعلق به گروه عملیات بال هستند.
یک اسکادران اغلب توسط یک سرگرد یا سرهنگ دوم فرماندهی می‌شود، با این حال، سرهنگ دومی رایج‌ترین رتبه برای فرمانده اسکادران در اکثر انواع اسکادران‌ها است. از طرف دیگر، تعداد کمی از اسکادران‌ها توسط افراد غیرنظامی معادل فرمانده، که به عنوان مدیران اسکادران شناخته می‌شوند، هدایت می‌شوند - که معمولاً در رتبه حقوقی ۱۵ قرار دارند. دومین فرمانده یک اسکادران معمولاً یک افسر عملیات اسکادران یا مدیر عملیات است که اغلب یک سرگرد است.
علاوه بر زیرمجموعه‌های پروازی، اسکادران ممکن است تعدادی عنصر پشتیبانی «اداری» داشته باشد که بطور مستقیم به فرمانده گزارش می‌دهند. این عناصر می‌توانند شامل یک «ستاد پشتیبانی فرماندهی» باشند که سوابق پرسنلی و نیروی انسانی را مدیریت می‌کند، یک «منشی» (اغلب کارمند غیرنظامی) یا «افسر اجرایی» و همچنین حوزه‌های عملکردی «ایمنی»، «استانداردسازی و ارزیابی» باشند.

### پرواز
یک پرواز یا گروه پروازی زیرمجموعه‌ای از یک اسکادران است. پروازها از دوازده نفر تا بیش از صد نفر متغیر است و اغلب از چهار هواپیما تشکیل می‌شود. یک پرواز می‌تواند یا یک "پرواز شماره‌گذاری شده یا نامگذاری شده" (پایین‌ترین واحد شناخته شده، مانند "پرواز عملیاتی")، پرواز "آلفا" (بخشی از یک اسکادران متشکل از عناصری که ماموریت‌های یکسانی را انجام می‌دهند) یا یک "پرواز عملیاتی" (عنصری که ماموریت‌های خاصی را انجام می‌دهد، مانند "پرواز نیروی انسانی و سازمانی") باشد.
فرمانده پرواز، که به عنوان "افسر مسئول" نیز شناخته می‌شود، یک افسر با درجه گروهانی است که اغلب در رتبه کاپیتان قرار دارد. فرمانده گروه پروازی توسط یک افسر ارشد درجه‌دار که اغلب در رتبه گروهبان ارشد قرار دارد، یاری می‌شود. برخلاف اسکادران‌ها، فرماندهان پرواز در "دستورات سری" قرار ندارند و اختیارات فرماندهی یکسانی با اسکادران ندارند.
بخش عمده‌ای از نیروی انسانی و انجام ماموریت‌ها در یک اسکادران، در گروه‌های پروازی آن اسکادران قرار دارد. اکثر گروه‌های پروازی به زیرمجموعه‌هایی به نام بخش‌ها و عناصر تقسیم می‌شوند. اگرچه این زیرمجموعه‌ها معمولاً توسط واحدهای گزارش‌دهی رسمی نیروی هوایی شناخته نمی‌شوند، اما اغلب توسط بال خود شناخته می‌شوند. این زیرمجموعه‌ها برای جمع‌آوری ماموریت‌ها یا قابلیت‌های خاص و شناسایی هدف آنها برای تأسیسات حضور دارند.

### بخش
یک بخش، زیرمجموعه داخلی یک گروه پروازی است و اغلب توسط یک افسر درجه‌دار یا درجه‌دار ارشد، با درجه سرگروهبانی اداره می‌شود، که به عنوان "رئیس بخش" شناخته می‌شود. برخی از بخش‌ها همچنین ممکن است تحت فرماندهی یک "افسر مسئول"، اغلب یک افسر درجه گروهانی با درجه ستوان دومی یا ستوان یکم باشند. نمونه‌هایی از بخش‌ها شامل "بخش ماموریت‌های خروجی" در "گروه پروازی پرسنل نظامی" از "اسکادران پشتیبانی نیرو" و "بخش میانی اویونیک" در "گروه پروازی اویونیک" از "اسکادران تعمیر و نگهداری" است.
برخی از بخش‌ها ممکن است به عناصر متعددی تقسیم شوند که اغلب به عنوان "مراکز کاری" شناخته می‌شوند. چنین عناصری اغلب توسط یک "افسر درجه‌دار مسئول" اداره می‌شوند، که اغلب در رتبه گروهبان فنی قرار دارند. یکی از این نمونه‌ها، تقسیم مراکز کاری "زیرساخت" و "تاسیسات کنترل فنی" در "بخش زیرساخت" "گروه پروازی عملیاتی" یک "اسکادران ارتباطی" است.

## فرماندهان
ارشدترین جایگاه در نیروی هوایی آمریکا؛ رئیس ستاد نیروی هوایی است. در زیر فهرست افرادی که تاکنون در جایگاه رئیس ستاد نیروی هوایی خدمت کرده‌اند و سال‌های تصدی هر کدام درج شده است.
| No. | تصویر              | نام                                    | دوره            | دوره            | دوره           | پیشینه           | وزیر:                                                      | وزیر:                                                             | Ref.   |
| No. | تصویر              | نام                                    | انتصاب          | تودیع           | دوره           | پیشینه           | وزیر نیروی هوایی ایالات متحده آمریکا                       | وزیر دفاع ایالات متحده آمریکا                                     | Ref.   |
| --- | ------------------ | -------------------------------------- | --------------- | --------------- | -------------- | ---------------- | ---------------------------------------------------------- | ----------------------------------------------------------------- | ------ |
| ۱   | کارل اسپاتز        | ژنرال کارل اسپاتز (۱۹۷۴–۱۸۹۱)          | ۲۶ سپتامبر ۱۹۴۷ | ۲۹ آوریل ۱۹۴۸   | ۲۱۶ روز        | هواگرد جنگنده    | استوارت سیمنیگتون                                          | جیمز فورستال                                                      | [ ۱۲ ] |
| ۲   | هویت وندنبرگ       | ژنرال هویت وندنبرگ (۱۹۵۴–۱۸۹۹)         | ۳۰ آوریل ۱۹۴۸   | ۲۹ ژوئن ۱۹۵۳    | ۵ سال، ۶۰ روز  | جنگنده           | استوارت سیمنیگتون توماس کی. فینلتر هارولد ای. تالبوت       | جیمز فورستال لویی جانسون جرج مارشال رابرت لاوت چارلز اروین ویلسون |        |
| ۳   | ناتان توئینینگ     | ژنرال ناتان توئینینگ (۱۹۸۲–۱۸۹۷)       | ۳۰ ژوئن ۱۹۵۳    | ۳۰ ژوئن ۱۹۵۷    | ۴ سال، ۰ روز   | جنگنده و بمب‌افکن | هارولد ای. تالبوت دونالد ای. کوارلز جیمز اچ. داگلاس جونیور | چارلز اروین ویلسون                                                |        |
| ۴   | توماس درسر وایت    | ژنرال توماس درسر وایت (۱۹۶۵–۱۹۰۱)      | ۱ ژوئیه ۱۹۵۷    | ۳۰ ژوئن ۱۹۶۱    | ۳ سال، ۳۶۴ روز | جنگنده           | جیمز اچ. داگلاس جونیور دادلی سی. شارپ یوجین ام. زوکرت      | چارلز اروین ویلسون نیل اچ. مک‌الروی توماس اس. گیتس رابرت مک‌نامارا  |        |
| ۵   | کرتیس له‌می         | ژنرال کرتیس له‌می (۱۹۹۰–۱۹۰۶)           | ۳۰ ژوئن ۱۹۶۱    | ۳۱ ژانویه ۱۹۶۵  | ۳ سال، ۲۱۵ روز | بمب‌افکن          | یوجین ام. زوکرت                                            | رابرت مک‌نامارا                                                    |        |
| ۶   | جان پل مک‌کانل      | ژنرال جان پل مک‌کانل (۱۹۸۶–۱۹۰۸)        | ۱ فوریه ۱۹۶۵    | ۳۱ ژوئیه ۱۹۶۹   | ۴ سال، ۱۸۰ روز | جنگنده           | یوجین ام. زوکرت هرولد براون رابرت سیمنز                    | رابرت مک‌نامارا کلارک کلیفورد ملوین لیرد                           |        |
| ۷   | جان دیل رایان      | ژنرال جان دیل رایان (۱۹۸۳–۱۹۱۵)        | ۱ اوت ۱۹۶۹      | ۳۱ ژوئیه ۱۹۷۳   | ۳ سال، ۳۶۴ روز | بمب‌افکن          | رابرت سیمنز جان ال. مک‌لوکاس                                | ملوین لیرد الیوت ریچاردسون جیمز شلسینگر                           |        |
| ۸   | جورج اسکرچلی براون | ژنرال جورج اسکرچلی براون (۱۹۷۸–۱۹۱۸)   | ۱ اوت ۱۹۷۳      | ۳۰ ژوئن ۱۹۷۴    | ۳۳۳ روز        | بمب‌افکن          | جان ال. مک‌لوکاس                                            | جیمز شلسینگر                                                      |        |
| ۹   | دیوید چارلز جونز   | ژنرال دیوید چارلز جونز (۲۰۱۳–۱۹۲۱)     | ۱ ژوئیه ۱۹۷۴    | ۲۰ ژوئن ۱۹۷۸    | ۳ سال، ۳۵۴ روز | بمب‌افکن          | جان ال. مک‌لوکاس توماس سی. رید جان سی. استتسون              | جیمز شلسینگر دونالد رامسفلد هرولد براون                           |        |
| ۱۰  | لو آلن             | ژنرال لو آلن (۲۰۱۰–۱۹۲۵)               | ۱ ژوئیه ۱۹۷۸    | ۳۰ ژوئن ۱۹۸۲    | ۳ سال، ۳۶۴ روز | بمب‌افکن          | جان سی. استتسون هانس مارک ورن اور                          | هرولد براون کاسپار واینبرگر                                       |        |
| ۱۱  | چارلز آلوین گابریل | ژنرال چارلز آلوین گابریل (۲۰۰۳–۱۹۲۸)   | ۱ ژوئیه ۱۹۸۲    | ۳۰ ژوئن ۱۹۸۶    | ۳ سال، ۳۶۴ روز | جنگنده           | ورن اور راسل ای. رورک ادوارد سی. آلدریج                    | کاسپار واینبرگر                                                   |        |
| ۱۲  | لری ولچ            | ژنرال لری ولچ (زادهٔ ۱۹۳۴)              | ۱ ژوئیه ۱۹۸۶    | ۳۰ ژوئن ۱۹۹۰    | ۳ سال، ۳۶۴ روز | جنگنده           | ادوارد سی. آلدریج دونالد رایس                              | کاسپار واینبرگر فرانک کارلوچی دیک چینی                            |        |
| ۱۳  | مایکل دوگان        | ژنرال مایکل دوگان (زادهٔ ۱۹۳۷)          | ۱ ژوئیه ۱۹۹۰    | ۱۷ سپتامبر ۱۹۹۰ | ۷۸ روز         | جنگنده           | دونالد رایس                                                | دیک چینی                                                          |        |
| -   | جان مایکل لوه      | ژنرال جان مایکل لوه (زادهٔ ۱۹۳۸) سرپرست | ۱۸ سپتامبر ۱۹۹۰ | ۲۹ اکتبر ۱۹۹۰   | ۴۱ روز         | جنگنده           | دونالد رایس                                                | دیک چینی                                                          |        |
| ۱۴  | مریل مک‌پیک         | ژنرال مریل مک‌پیک (زادهٔ ۱۹۳۶)           | ۳۰ اکتبر ۱۹۹۰   | ۲۵ اکتبر ۱۹۹۴   | ۳ سال، ۳۶۰ روز | جنگنده           | دونالد رایس شیلا ویدنال                                    | دیک چینی لس آسپین ویلیام پری                                      |        |
| ۱۵  | رونالد فوگلمن      | ژنرال رونالد فوگلمن (زادهٔ ۱۹۴۲)        | ۲۶ اکتبر ۱۹۹۴   | ۱ سپتامبر ۱۹۹۷  | ۲ سال، ۳۱۰ روز | جنگنده           | شیلا ویدنال                                                | ویلیام پری ویلیام اس. کوهن                                        |        |
| -   | رالف ابرهارت       | ژنرال رالف ابرهارت (زادهٔ ۱۹۴۶) سرپرست  | ۲ سپتامبر ۱۹۹۷  | ۵ اکتبر ۱۹۹۷    | ۳۳ روز         | جنگنده           | شیلا ویدنال                                                | ویلیام اس. کوهن                                                   |        |
| ۱۶  | مایکل ادوارد رایان | ژنرال مایکل ادوارد رایان (زادهٔ ۱۹۴۱)   | ۶ اکتبر ۱۹۹۷    | ۵ سپتامبر ۲۰۰۱  | ۳ سال، ۳۳۴ روز | جنگنده           | شیلا ویدنال ویتن پیترز جیمز جی. روشه                       | ویلیام اس. کوهن دونالد رامسفلد                                    |        |
| ۱۷  | جان فیلیپ جامپر    | ژنرال جان فیلیپ جامپر (زادهٔ ۱۹۴۵)      | ۶ سپتامبر ۲۰۰۱  | ۱ سپتامبر ۲۰۰۵  | ۳ سال، ۳۶۰ روز | جنگنده           | جیمز جی. روشه                                              | دونالد رامسفلد                                                    |        |
| ۱۸  | تید مایکل موزلی    | ژنرال تید مایکل موزلی (زادهٔ ۱۹۴۹)      | ۲ سپتامبر ۲۰۰۵  | ۱۱ ژوئیه ۲۰۰۸   | ۲ سال، ۳۴۴ روز | جنگنده           | مایکل وین                                                  | دونالد رامسفلد رابرت گیتس                                         | [ ۱۳ ] |
| -   | دانکن مک‌ناب        | ژنرال دانکن مک‌ناب (زادهٔ ۱۹۵۲) سرپرست   | ۱۲ ژوئیه ۲۰۰۸   | ۱۲ اوت ۲۰۰۸     | ۳۱ روز         | ترابری هوایی     | مایکل بی. دانلی                                            | رابرت گیتس                                                        |        |
| ۱۹  | نورتون آلن شوارتز  | ژنرال نورتون آلن شوارتز (زادهٔ ۱۹۵۱)    | ۱۲ اوت ۲۰۰۸     | ۱۰ اوت ۲۰۱۲     | ۳ سال، ۳۶۴ روز | ترابری هوایی     | مایکل بی. دانلی                                            | رابرت گیتس لئون پانه‌تا                                            | [ ۱۴ ] |
| ۲۰  | مارک ولش           | ژنرال مارک ولش (زادهٔ ۱۹۵۳)             | ۱۰ اوت ۲۰۱۲     | ۲۴ ژوئن ۲۰۱۶    | ۳ سال، ۳۱۹ روز | جنگنده           | مایکل بی. دانلی دبورا لی جیمز                              | لئون پانه‌تا چاک هیگل اشتون کارتر                                  | [ ۱۵ ] |
| ۲۱  | دیوید گولدفین      | ژنرال دیوید گولدفین (زادهٔ ۱۹۵۹)        | ۱ ژوئیه ۲۰۱۶    | ۶ اوت ۲۰۲۰      | ۴ سال، ۳۶ روز  | جنگنده           | دبورا لی جیمز هدر ویلسن باربارا برت                        | اشتون کارتر جیمز متیس مارک اسپر                                   | [ ۱۶ ] |
| ۲۲  | چارلز براون        | ژنرال چارلز براون (زادهٔ ۱۹۶۲)          | ۶ اوت ۲۰۲۰      | ۲۹ سپتامبر ۲۰۲۳ | ۳ سال، ۵۴ روز  | جنگنده           | باربارا برت فرانک کندال سوم                                | مارک اسپر لوید آستین                                              | [ ۱۷ ] |
| –   |                    | ژنرال دیوید آلوین (زاده ۱۹۶۳)          | ۲۹ سپتامبر ۲۰۲۳ | ۲ نوامبر ۲۰۲۳   | ۳۴ روز         | ترابری هوایی     | فرانک کندال سوم تروی مینک                                  | لوید آستین پیت هگست                                               | [ ۱۸ ] |
| ۲۳  | ۲ نوامبر ۲۰۲۳      | ژنرال دیوید آلوین (زاده ۱۹۶۳)          | متصدی           | ۱ سال، ۲۶۲ روز  | [ ۱۹ ]         | ترابری هوایی     | فرانک کندال سوم تروی مینک                                  | لوید آستین پیت هگست                                               |        |

## نگارخانه

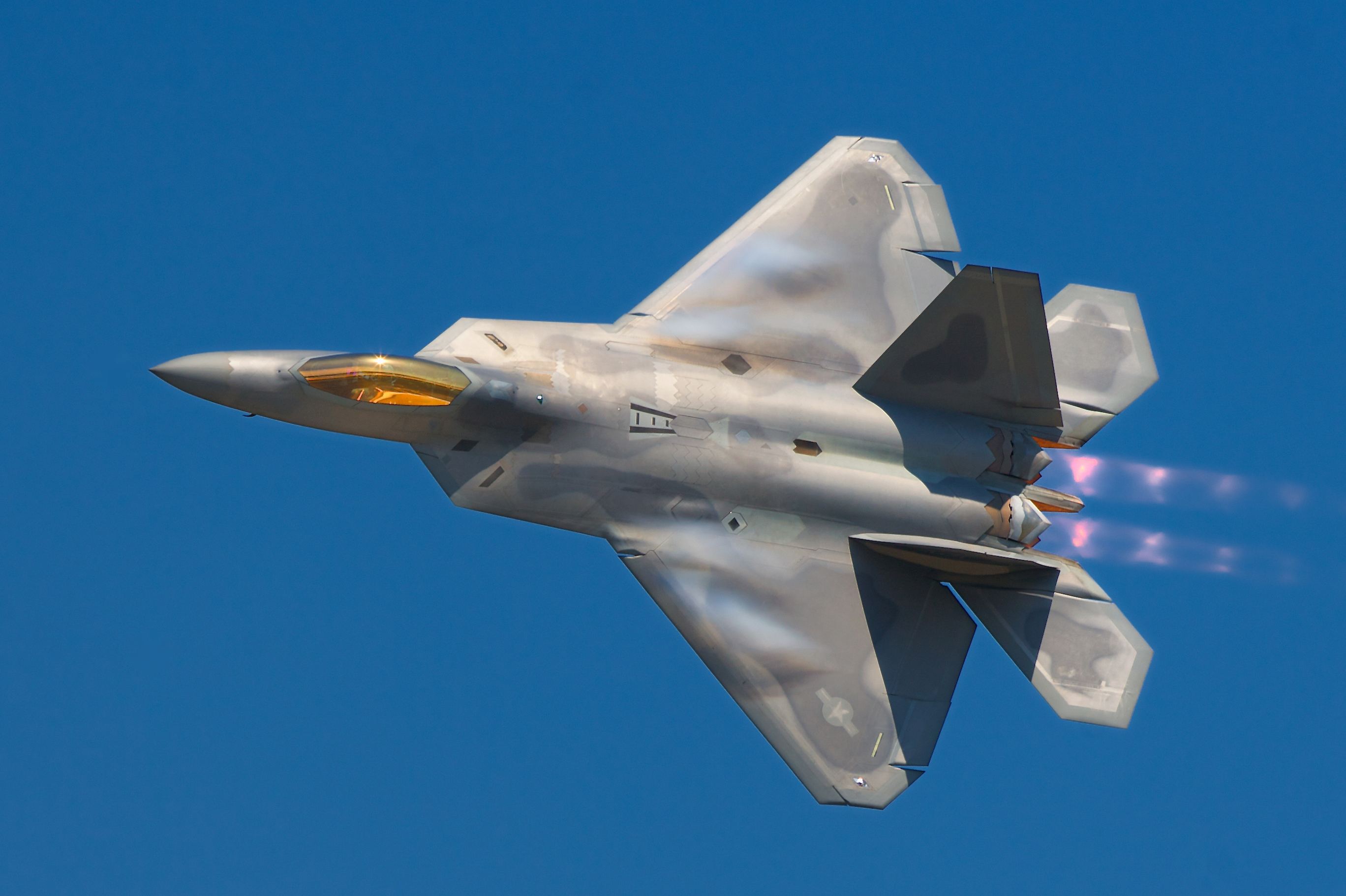
اف-۲۲ رپتور
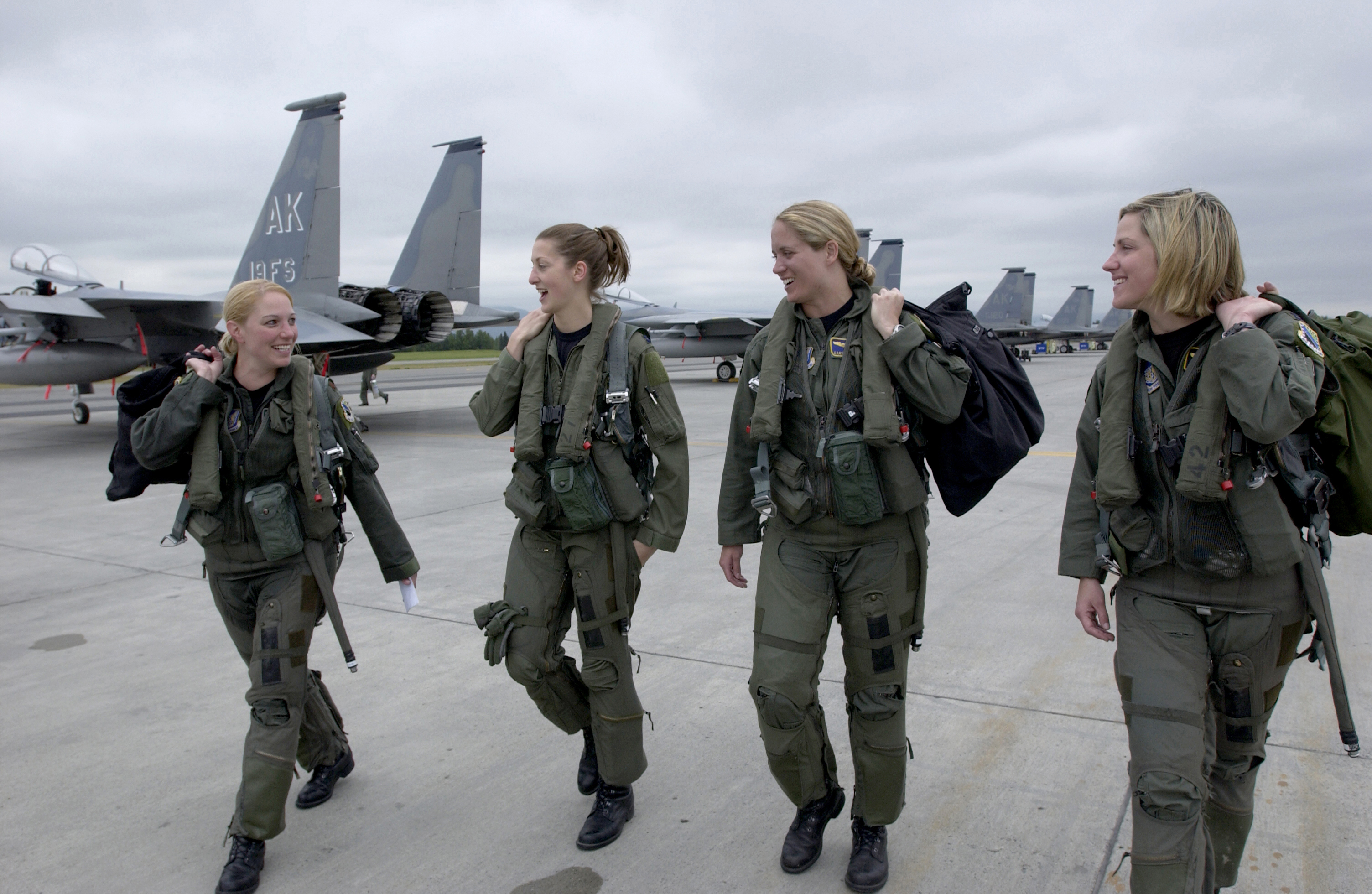
خلبانان زن جنگنده‌های اف-۱۵ نیروی هوایی ایالات متحده
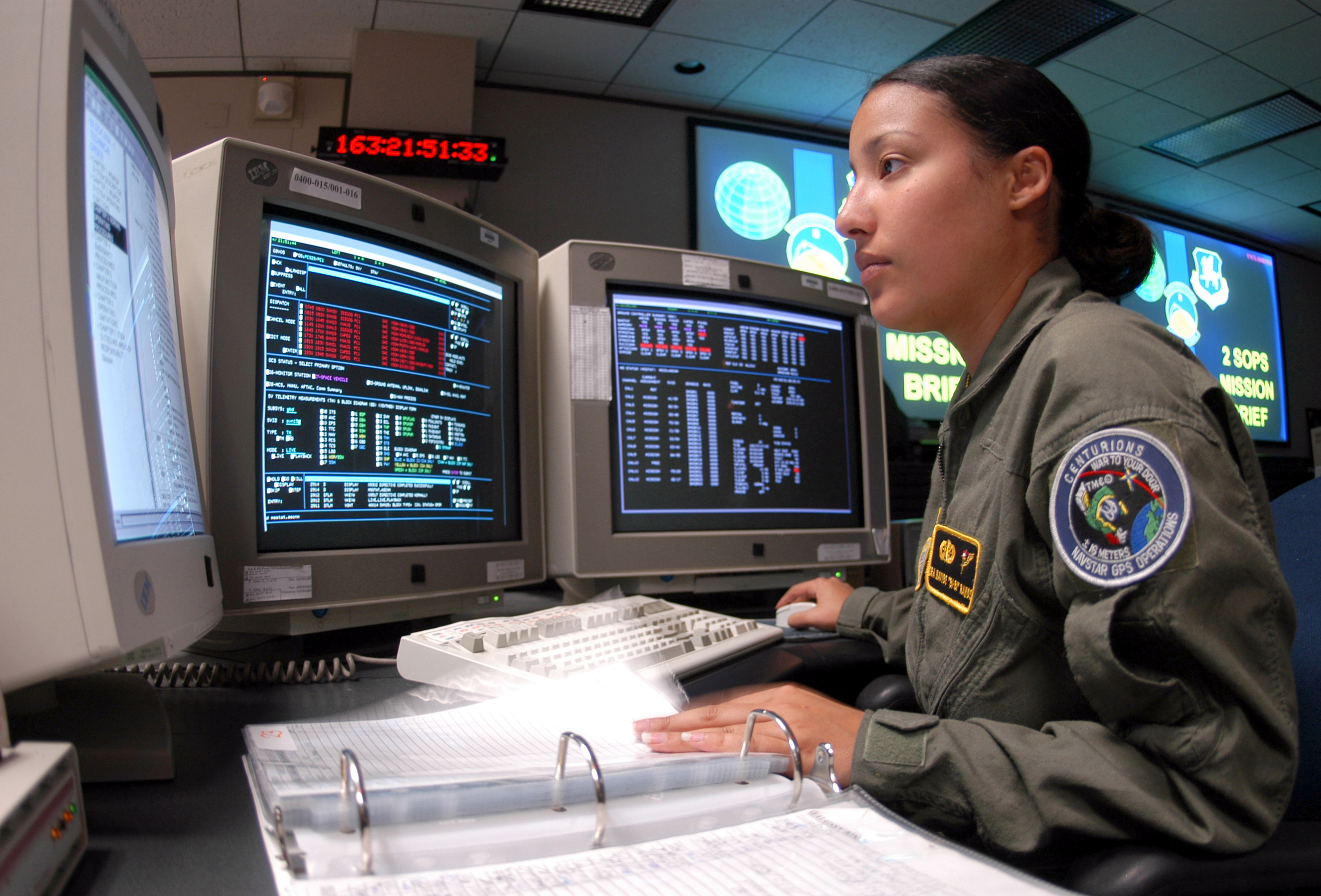
یک افسر در حال بررسی سیستم‌های GPS و عملیات ماهواره‌ای نیروی هوایی
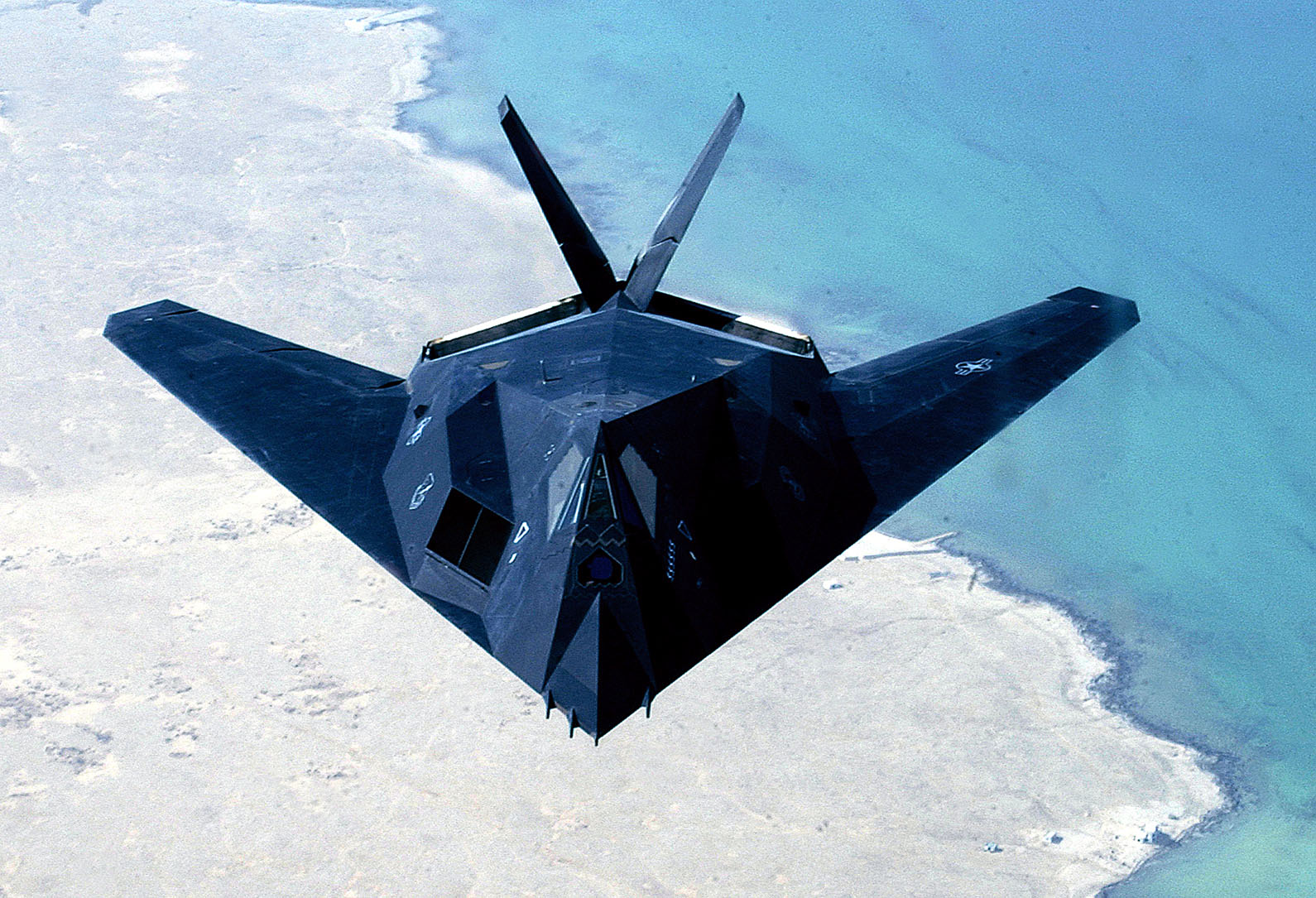
هواپیمای پادرادار اف-۱۱۷
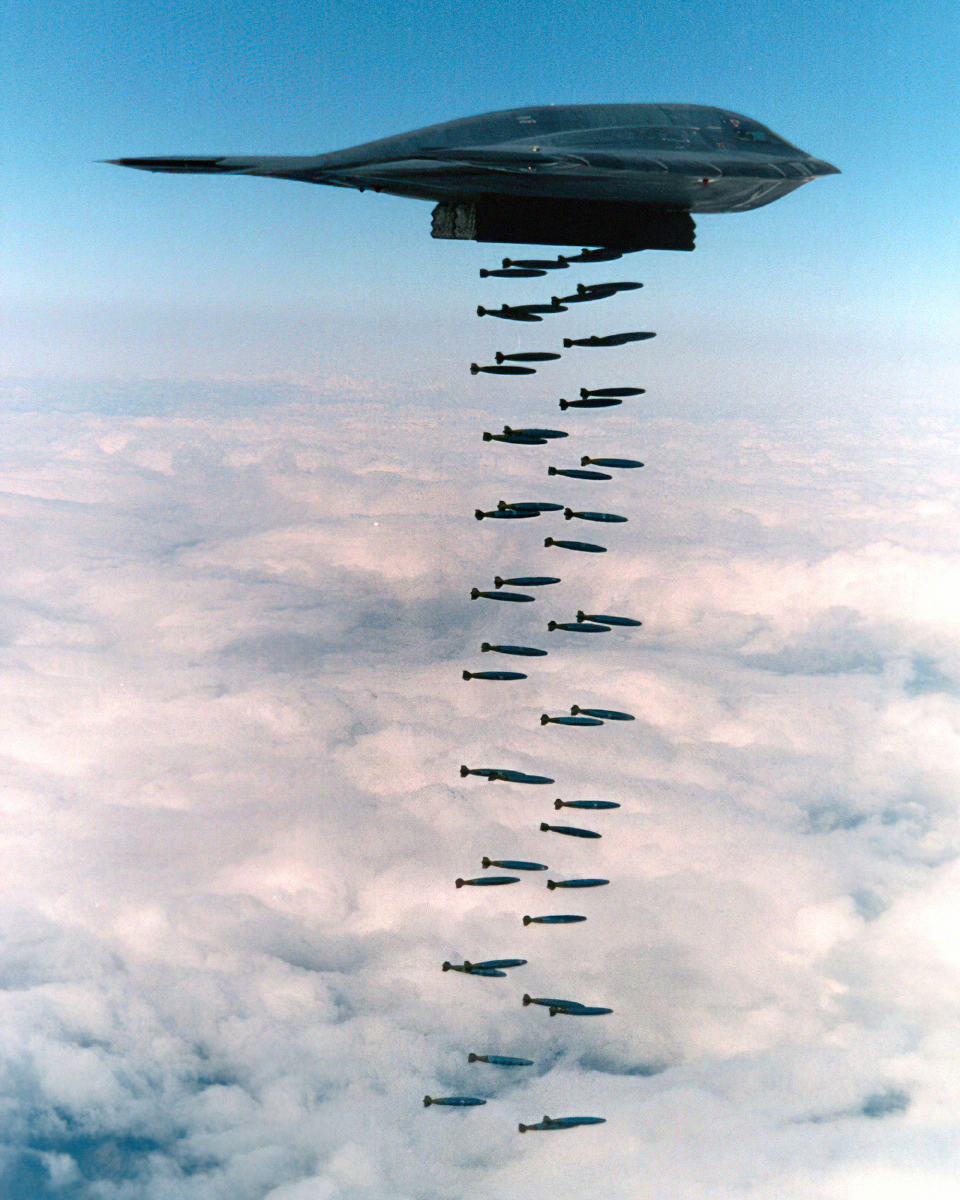
بمب افکن پادرادار بی-۲ اسپیریت
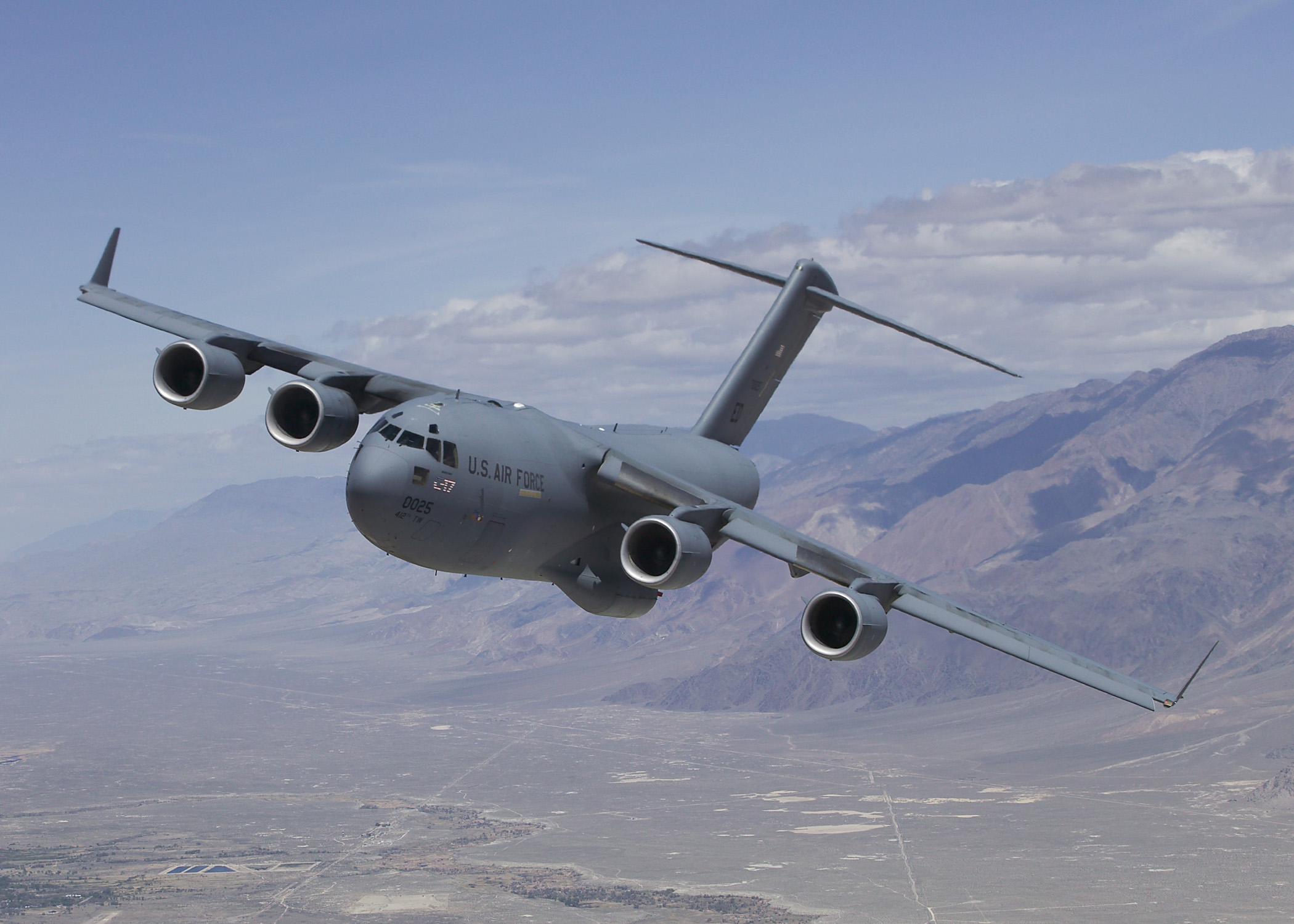
هواپیمای باربری نظامی بوئینگ سی-۱۷ گلوبمستر ۳